# ماریو آجنو

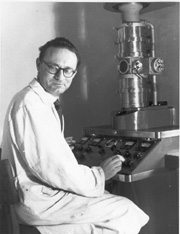
ماریو آجنو

ماریو آجنو (۲ مارس ۱۹۱۵ – دسامبر ۲۳، ۱۹۹۲) یکی از برجسته‌ترین دانشمندان زیست فیزیک ایتالیا به‌شمار می‌رود.

## اوایل زندگی و تحصیلات
ماریو در شهر لیوورنو و در خانواده ای که از اهالی جنوآ بودند به دنیا آمد. او به مدت دو سال در جنوآ تحصیل کرد. در خلال تحصیلاتش در آنجا یکی از اساتید وی متوجه استعدادش در فیزیک شد و به ماریو توصیه کرد برای ادامه تحصیل به رم مهاجرت کند. در نتیجه به رم رفت و از ۱۹۳۴ شروع به همکاری با "Via Panisperna boys" کرد. موضوع تحقیقات آن‌ها فیزیک هسته ای و پرتوهای کیهانی بود. همین موضوع را در پایان‌نامه تحصیلی اش که در ۱۹۳۶ تحت نظارت انریکو فرمی انجام داد پیگیری نمود. آجنو یکی از آخرین شاگردان ایتالیایی فرمی قبل از مهاجرتش به آمریکا بود. در سال ۱۹۳۸ به عنوان همکار ادواردو آمالدی برای کار بر روی نخستین شتاب‌دهنده ذره‌ای ایتالیا به استخدام درآمد.

## انتشارات
- Mario Ageno (1990). "Orientamenti per una teoria della divisione cellulare - A new proposal concerning the timing of cellular division". Rendiconti Lincei. 1 (1): 73–79. doi:10.1007/BF03001751.
- M. Ageno, A. Battistini, E. Liberati e A. M. F. Valli (1990). "Verifiche sperimentali della teoria della crescita batterica. I - Experimental tests of the theory of growth of a bacterial culture. I". Rendiconti Lincei. 1 (1): 55–62. doi:10.1007/BF03001749.{{cite journal}}:  نگهداری یادکرد:نام‌های متعدد:فهرست نویسندگان (link)
- M. Ageno; M. Claro; A. de Blasio (1990). "Verifiche sperimentali della teoria della crescita batterica. II - Experimental tests of the theory of growth of a bacterial culture. II". Rendiconti Lincei. 1 (1): 63–71. doi:10.1007/BF03001750.
- M. Ageno, S. Agudio e M. Benevolo (1990). "II passaggio di una coltura batterica dalla crescita aerobica a quella anaerobica I - The transition of a bacterial culture from aerobic to anaerobic growth conditions. I". Rendiconti Lincei. 1 (1): 81–89. doi:10.1007/BF03001752.
- M. Ageno; S. Agudio; M. Benevolo; A. M. F. Valli (1990). "Il passaggio di una coltura batterica dalla crescita aerobica a quella anaerobica I - The transition of a bacterial culture from aerobic to anaerobic growth conditions. II". Rendiconti Lincei. 1 (2): 219–227. doi:10.1007/BF03001898.